# Larberger Egge
Die Larberger Egge ist eine 82 m ü. NHN hohe Erhebung bei Bramsche in Niedersachsen, unweit der Grenze zu Nordrhein-Westfalen.

## Lage
Der Berg gilt oft als der westlichste Ausläufer des Wiehengebirges und wird bisweilen auch als „der letzte Zipfel im Wiehengebirge“ bezeichnet. Nach anderer Definition ist er jedoch Teil des Osnabrücker Hügellandes und die Penter Egge wird als westlichster Teil des Wiehengebirges aufgefasst. Letztere liegt zwar östlicher, aber noch in „sichtbarer“ Verbindung zum Hauptkamm des Wiehengebirges, während die Larberger Egge westlich der Hase und der Wasserstraßen Stichkanal Osnabrück und Mittellandkanal, die selbst bereits auf Höhenniveau des Tieflandes liegen, liegt und so gewissermaßen isoliert und inselartig westlich des zusammenhängenden Hauptkamms des Wiehengebirges liegt.

## Tourismus
Durch die Larberger Egge verläuft der Bersenbrücker-Land-Weg.